# شگارکا
شگارکا (به لاتین: Shegarka) یک رود در روسیه است که در استان نووسیبیرسک واقع شده‌است.